# Ceiba boliviana
Ceiba boliviana là một loài thực vật có hoa trong họ Cẩm quỳ. Loài này được Britten & Baker f. mô tả khoa học đầu tiên năm 1896.